# A3 (estrada da Nigéria)
A rodovia A3 é uma estrada na Nigéria. Percorre geralmente ao norte de Port Harcourt através de  Aba, Umuahia, Okigwe, Enugu, Ngwo, Makurdi, Lafia, Jos, Bauchi e Potiskum daí para leste via Damaturu, Maiduguri da fronteira com a Camarões em Gambaru. Os 50-quilômetros (31 mi) de continuação através do Camarões conecta a N'Djamena, capital da Chade. 

## Ponte de Gamboru
Em 9 de maio de 2014, foi relatado que a ponte que ligava Gamboru ao resto da Nigéria e que também ligava "os postos de controle de imigração de Camarões e Nigéria" havia sido destruída em um ataque do Boko Haram.

Centenas de caminhões pesados que operam na rodovia Chade-Nigéria ao longo do Governo Local de Gamboru-Ngala, transportando mercadorias dos dois países, agora ficam encalhados em ambos os lados da ponte.

Em 13 de maio de 2014, a Câmara dos Representantes da Nigéria "instou o governo federal a reconstruir a ponte de Gamboru que liga a cidade fronteiriça a outras partes do estado de Borno."